# Новочукурово
Новочуку́рово (рос. Новочукурово, башк. Яңы Соҡор) — присілок у складі Татишлинського району Башкортостану, Росія. Входить до складу Аксаїтовської сільської ради.
Населення — 98 осіб (2010; 119 у 2002).
Національний склад:
- башкири — 94 %